# VEVO
Vevo LLC (/ˈviːvoʊ/ VEE-voh, o abreviere pentru "Video Evolution", stilzat în majuscule până în 2013) este un serviciu multinațional de găzduire video cunoscut cel mai bine pentru furnizarea de videoclipuri muzicale către YouTube. Serviciul este disponibil și ca aplicație pe anumite smartTV-uri,  DVR-uri, playere media digitale și servicii de televiziune pe internet. Serviciul a oferit odată o aplicație pentru mobil și tabletă pentru consumatori; acesta a fost închis în mai 2018 pentru a permite serviciului să se concentreze pe celelalte platforme ale sale.
Serviciul a fost lansat pe 16 iunie 2009, ca un joint venture între cele trei mari case de discuri: Universal Music Group (UMG), Sony Music Entertainment (SME) și EMI. În august 2016, Warner Music Group (WMG), a treia cea mai mare casă de discuri din lume, a fost de acord să licențieze videoclipuri premium de la artiștii săi către Vevo.
Inițial, serviciul a găzduit doar videoclipuri muzicale de la UMG și SME, sindicalizate pe YouTube și pe aplicația sa, iar veniturile din publicitate au fost împărțite de Google și Vevo. Inițial, s-a raportat că WMG o să ia în considerare găzduirea conținutului său pe serviciu după lansare, însă a format o alianță cu rivalul MTV Networks (acum Paramount Media Networks). În august 2015, Vevo și-a exprimat interesul reînnoit pentru acordarea de licențe pentru muzică de la WMG și un acord cu WMG a fost completat pe 2 august 2016, făcând din nou disponibilă pe Vevo întreaga muzică a celor „trei mari” case de discuri.